# Colonia José María Morelos, Jalpa
Colonia José María Morelos är en ort i Mexiko.   Den ligger i kommunen Jalpa och delstaten Zacatecas, i den centrala delen av landet, 500 km nordväst om huvudstaden Mexico City. Colonia José María Morelos ligger 1 391 meter över havet och antalet invånare är 137.
Terrängen runt Colonia José María Morelos är huvudsakligen kuperad, men åt sydväst är den platt. Colonia José María Morelos ligger nere i en dal. Runt Colonia José María Morelos är det ganska glesbefolkat, med 26 invånare per kvadratkilometer. Närmaste större samhälle är Jalpa, 1,8 km nordost om Colonia José María Morelos. I omgivningarna runt Colonia José María Morelos växer huvudsakligen savannskog.